# Jodovo število
Jodovo število je kemijska mera, s katero izražamo maso joda v gramih, ki se veže s 100 g kemične snovi. Z njim običajno merimo nenasičenost maščobnih kislin v maščobah. Jod se z adicijo veže na mesta v molekulah, kjer so dvojne vezi, in s tem porablja. Količina porabljenega joda torej pove, koliko dvojnih vezi vsebujejo sestavine maščobe, iz česar lahko potem sklepamo o nekaterih njenih lastnostih.

## Jodova števila nekaterih rastlinskih maščob
| Maščoba        | Jodovo število |
| -------------- | -------------- |
| palmovo olje   | 44 – 51        |
| oljčno olje    | 80 – 88        |
| kokosovo olje  | 7 – 10         |
| kakavovo maslo | 35 – 40        |
| koruzno olje   | 109 – 133      |
| sončnično olje | 125 – 144      |
| sojino olje    | 120 – 136      |
| arašidovo olje | 84 – 105       |